# فرودگاه دانکن
فرودگاه دانکن (به انگلیسی: Duncan Airport) یک فرودگاه همگانی با کد یاتا DUQ است که یک باند فرود آسفالت دارد و طول باند آن ۴۶۳ متر است. این فرودگاه در کشور کانادا قرار دارد و در ارتفاع ۹۱ متری از سطح دریا واقع شده است.